# Rudolf von Seitz
 Der er flere personer med dette navn, se Rudolf Seitz.
Rudolf von Seitz (født 15. juni 1842 i München, død 19. juni 1910 sammesteds) var en tysk maler og tegner. Han var brodersøn af Alexander Maximilian Seitz.
von Seitz var elev af faderen Franz von Seitz og af Piloty. Fra oliemaleriets staffelibilleder (genremalerier som Peter Vischer foreviser Sebaldusgraven) vendte han sig snart mod den dekorative kunst. På dette område har han været overordentlig virksom: facademalerier, kunstindustrielle udkast, adresser og lignende, vægdekorationer, ofte holdt i den af von Seitz så yndede lidt grovkornede tyske senrenaissancestil, i restauranter og andre bygninger i München, endvidere mange illustrationer, således de fantasifulde, men overlæssede og ikke altid smagfulde randprydelser, vignetter og lignende til pragtudgaverne af Schillers Glocke og Goethes Faust (med tekstillustrationer af Liezen-Mayer) o. s. fr.